# Salaš à Nosa
Le salaš à Nosa (en serbe cyrillique : Салаш у Носи ; en serbe latin : Salaš u Nosi) est situé à Nosa près de Hajdukovo, dans la province de Voïvodine, sur le territoire de la Ville de Subotica et dans le district de Bačka septentrionale, en Serbie. Il est inscrit sur la liste des monuments culturels protégés de la République de Serbie (identifiant no SK 1841).
Un « salaš » est une ferme traditionnelle de la plaine pannonienne.

## Présentation
Sur la base d'une comparaison avec d'autres « salaš » de la région du lac Ludaš, on suppose que la maison d'habitation, l'étable et le grenier à blé ont été construits au début du XXe siècle ; d'autres bâtiments ont été ajoutés plus tardivement.